# イオンタウン郡山
イオンタウン郡山（イオンタウンこおりやま）は、福島県郡山市にあるイオンタウン株式会社が開発・運営を行っているネイバーフィド型ショッピングセンター（NSC）。イオンビッグが運営するザ・ビッグを中核とし、約70店舗のテナントで構成されている。

## 歴史
日本化学工業福島第一工場の敷地のうち、鉄道貨物輸送の廃止により余剰となった一部土地を取得し開発を行った。
近隣にあるショッピングモールフェスタが新施設への移行に伴って2023年8月31日をもって一旦営業終了したことに伴い、同年5月28日をもって閉店したスポーツオーソリティ跡に仮設店舗となる「FESTA VILLAGE（フェスタ ヴィレッジ）イオンタウン郡山」が同年9月22日にオープン（同年9月30日までに順次開業）。同店舗には、衣料品とキッズ（ステーショナリー・ランドセル）に特化したイオン郡山店をはじめ、アミューズメント施設など6店舗が新たに入居する。

## テナント
全てのテナント並びに営業時間は公式サイトのフロアガイドを参照。
- 専門店棟
  - ザ・ビッグ
  - GU
  - Honeys
  - イオンバイク
  - OPTIQUE PARIS MIKI
  - カメラのキタムラ
  - ザ・ダイソー
  - トイザらス ※ベビーザらス併設
  - パソコン工房
  - PETEMO
  - ゴールドジム
  - スタジオアリス
  - TSUTAYA
  - ドトール
  - マクドナルド
  - 丸亀製麺
  - ミスタードーナツ
  - ロイヤルホスト
  - namco
- おしゃれ館
  - ABCマート
  - GLOBAL WORK
  - BELLUNA
  - Right-on
  - OWNDAYS
  - ヴィレッジヴァンガード
  - UQスポット
  - 果汁工房 果琳
  - ケンタッキー・フライド・チキン
  - サーティワンアイスクリーム
- FESTA VILLAGE
  - イオン ※衣料品・学童用品（ステーショナリー・ランドセル）専門

## 公共交通機関
- 郡山駅から徒歩10-15分程度。
- 福島交通まちなか循環線「イオンタウン郡山」バス停下車ですぐ。

## 過去の店舗
- マックスバリュ（スーパーマーケット、現在はザ・ビッグに転換）
- メガマート（ディスカウントストア、現在はイオンタウンおしゃれ館に転換）
- スポーツオーソリティ（スポーツ用品店、現在はFESTA VILLAGEに転換）
- J-ZONE

## 競合店
- 郡山駅東ショッピングセンター
- ヨークベニマル方八町店（ほかに近郊で横塚店、新小原田店、富久山店もある）
- Ati郡山